# Chiesa di San Martino Vescovo (Borgo San Giacomo)
La chiesa di San Martino è un edificio di culto cattolico sito a Farfengo, frazione del comune italiano di Borgo San Giacomo, in provincia e diocesi di Brescia; fa parte della zona pastorale della Bassa Occidentale.

## Storia
La chiesa, di probabile origine medievale, nelle sue forme attuali risale al 1445, come un tempo era leggibile sul campanile. Intorno alla metà del XVIII secolo subì importanti interventi di ristrutturazione, su disegno di autore ignoto.
Tra il 1890 e il 1891 alcuni lavori di rifacimento interessarono la torre campanaria. Negli anni '70 del XX secolo furono rimosse le balaustre mentre sul finire del secolo il comune di Borgo San Giacomo fece eseguire interventi di sistemazione sul sagrato della chiesa. 
Nel 2003 furono realizzati lavori di manutenzione al tetto, seguiti dall'aggiunta, nel 2010, della nuova mensa eucaristica rivolta al popolo (risalente al XVIII secolo), dal restauro del fonte battesimale nel 2011 e dal restauro del campanile e della cella campanaria (inserendo un nuovo castello antivibrazioni in cui furono alloggiate le campane) nel 2013.

## Descrizione

### Esterno
La chiesa si presenta piuttosto eterogenea dal punto di vista stilistico, sia all'esterno, sia al suo interno. Orientata in direzione ovest-est, strutturalmente è composta da una pianta rettangolare, divisa in tre navate, conclusa dal presbiterio e dall'abside.
La facciata, a registro unico e a spiovente, si presenta tripartita e scandita da quattro paraste. Quelle centrali, che inquadrano il nucleo originario della fabbrica, racchiudono il portale di ingresso con cornicione mistilineo, un rosone centrale soprastante e affiancato da due finestre con arco a tutto sesto. Si riscontra la presenza di una cornice in terracotta lungo la sommità dell'intero edificio, intorno al rosone e alle finestre in facciata. Le navate laterali, aventi altezza minore, sono prive di aperture sulla facciata.
Il campanile, in muratura portante, si trova sul fianco sud. È considerato un esempio di architettura romanica, presentando al contempo elementi decorativi tipici del XV secolo.

### Interno
L'interno presenta superfici affrescate ed ornate. La navata centrale è coperta da tre volte a crociera, mentre il presbiterio nel primo tratto presenta una ulteriore crociera per poi terminare nell'abside poligonale (di cinque lati), coperta da una volta a ombrello. 
L'altare maggiore, databile al 1765, è realizzato in marmo. Esso è dotato di tre pale: quella centrale raffigura San Martino a cavallo ed è attribuita al pittore Pietro Rosa, quella di sinistra raffigura una Resurrezione di Gesù Cristo, mentre quella sulla destra, di scuola bresciana e risalente al Seicento, rappresenta una Madonna del Rosario. Nella volta soprastante l'abside è raffigurata una Trinità, opera di Vittorio Trainini e risalente al 1941. In essa la Trinità, rappresentata al centro della volta, è attorniata da teste di angeli, dall'Umanità (un uomo e una donna con due figli), e dai quattro evangelisti. Nel presbiterio è presente l'organo, posto sul lato sinistro.
Sull'altare di destra una bellissima cornice di legno del '500 racchiude un Crocifisso, mente l'altare a sinistra una soasa barocca, di legno, datata al 1649, accoglie una scultura raffigurante una Madonna del Rosario, di scuola bresciana seicentesca. Sotto la soasa sono stati rinvenuti degli affreschi quattrocenteschi coi misteri della vita di Maria Vergine.